# Gäddtjärnet (Gräsmarks socken, Värmland)
Gäddtjärnet är en sjö i Sunne kommun i Värmland och ingår i Göta älvs huvudavrinningsområde.